# Marcão (calciatore 1972)
Marco Aurélio de Oliveira (Petrópolis, 24 luglio 1972) è un allenatore di calcio ed ex calciatore brasiliano, di ruolo centrocampista, allenatore ad interim del Fluminense.

## Palmarès

### Club

#### Competizioni statali
- Campionato Carioca: 2

Fluminense: 2002, 2005

#### Competizioni nazionali
- Campeonato Brasileiro Série C: 1

Fluminense: 1999